# Sibylle Klemmová
Sibylle Klemmová (* 10. dubna 1984) je bývalá německá sportovní šermířka, která se specializovala na šerm šavlí. Německo reprezentovala v prvním a druhém desetiletí jednadvacátého století. V roce 2010 obsadila třetí místo na mistrovství Evropy v soutěži jednotlivkyň.